# Lijst van beschermd erfgoed in de gemeente Vallée de l'Ernz
In deze lijst van beschermd erfgoed in de gemeente Vallée de l'Ernz zijn alle geclassificeerde nationale monumenten van de Luxemburgse gemeente Vallée de l'Ernz opgenomen.

## Monumenten per plaats

### Eppeldorf
| Object                                            | Bouwjaar/architect | Locatie | Datum beschermd?     | Coördinaten | Afbeelding |
| ------------------------------------------------- | ------------------ | ------- | -------------------- | ----------- | ---------- |
| Kerk van Eppeldorf met zijn historische meubilair |                    |         | 21 oktober 1968 (MN) |             |            |

### Medernach
| Object                                | Bouwjaar/architect | Locatie                           | Datum beschermd?      | Coördinaten | Afbeelding |
| ------------------------------------- | ------------------ | --------------------------------- | --------------------- | ----------- | ---------- |
| Schoolgebouw                          |                    | Kadastersectie A, nummer 151/3902 | 7 mei 2004 (MN)       |             |            |
| Parochiekerk met historisch meubilair |                    |                                   | 7 mei 2004 (MN)       |             |            |
| Gebouwen                              |                    | Millewee 1                        | 12 februari 2010 (MN) |             |            |

### Stegen
| Object                                | Bouwjaar/architect | Locatie | Datum beschermd?    | Coördinaten | Afbeelding |
| ------------------------------------- | ------------------ | ------- | ------------------- | ----------- | ---------- |
| Gesteelde eik, bij «beim Stracksmoor» |                    |         | 5 oktober 2001 (MN) |             |            |

## Bron
- Liste des immeubles et objets classés monuments nationaux ou inscrits à l'inventaire supplémentaire